# Klín (strojní součást)

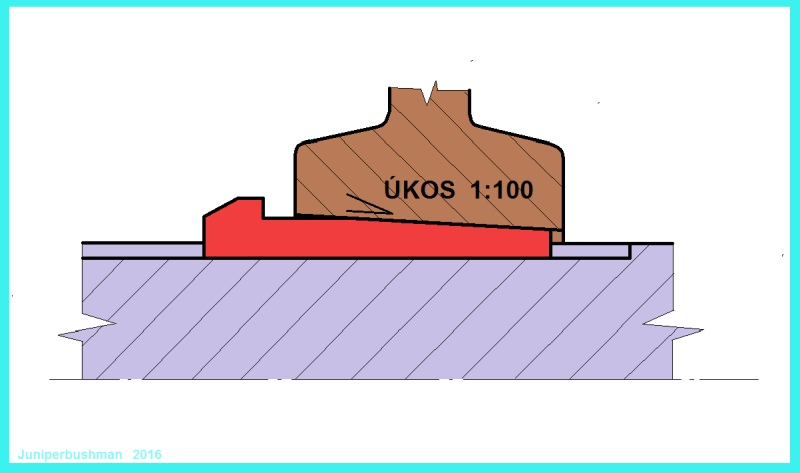
Upínací klín s nosem

Klíny slouží k pevnému ale rozebíratelnému spojení nejčastěji hřídele s nábojem. Spoj je založen na samosvornosti použitého úkosu. 

## Rozdělení

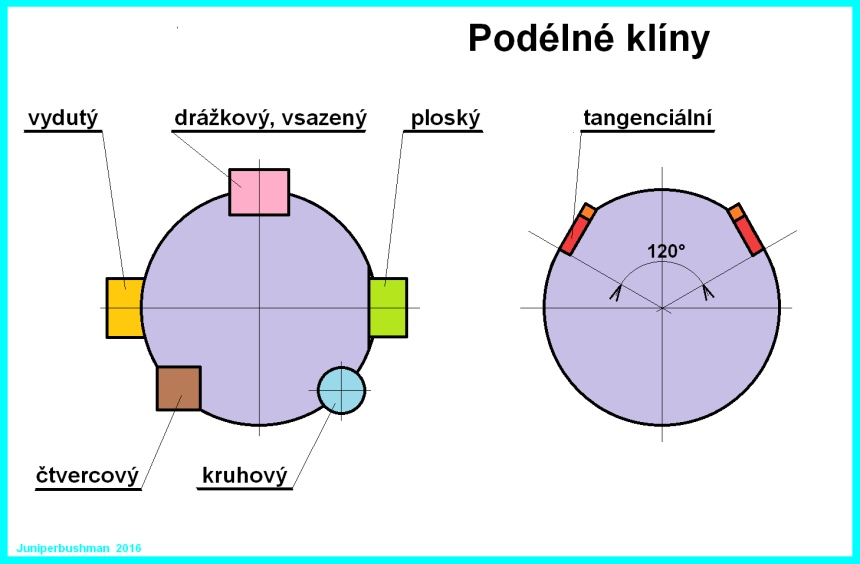
Podélné klíny upínací

Klíny dělíme podle jejich polohy vzhledem k ose spojovaných dílů  a podle jejich tvaru na:
- podélné – k přenosu kroutícího momentu.
  - vyduté – třecí, dosedají na neupravený válcový povrch hřídele
  - ploské – na hřídeli je pro ně vytvořena ploška
    - bez nosu ČSN 02 2531
    - s nosem ČSN 02 2532

  - drážkové – ve hřídeli je obrobena přesná drážka, která je buď jednostranně průchozí nebo přesahuje o délku klínu náboj
    - bez nosu ČSN 02 2512
    - s nosem ČSN 02 2514

  - vsazené (bez nosu) ČSN 02 2513 – klín je vsazen do drážky úkosem proti nasazovanému náboji, který se na klín naráží
  - kruhové – v podstatě kuželový kolík. Používá se pro málo namáhané spoje na konci hřídele. Výhodou je jednoduchá instalace i více klínů.
  - čtvercové – klín má tvar jehlanu. Používal se pro malé průměry, pro méně namáhané spoje tam, kde bylo možno drážky vyrobit ručně pilováním.
  - tangenciální – používají se dvě dvojice shodných klínů zarážených proti sobě do drážek bez úkosu. Tyto drážky jsou vzájemě zrcadlově orientované o 120°. Tento způsob se používá k naklínování velkých součástí, které byly vyrobené ze dvou dílů, například velká dělená ozubená kola a řemenenice. Používá se u nich úkos 1:100 až 1:60.

Podélné klíny vyduté, ploské, drážkové a vsazené mají úkos 1:100. Šířka drážky pro tyto klíny v hřideli i v náboji se vyrábí v toleranci P9 (stejná jako pro pera). Šířka klínů je v toleranci c11.
- příčné – k přenosu osových sil

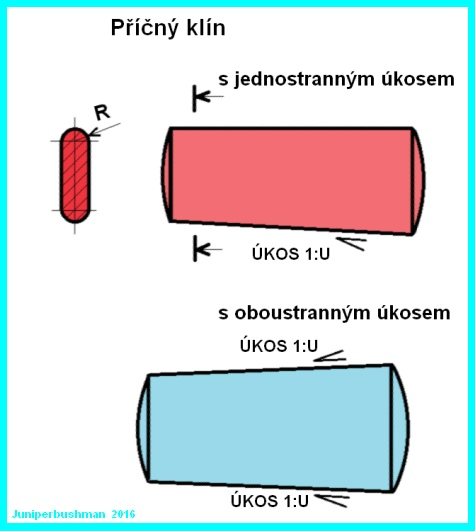
Příčné spojovací klíny

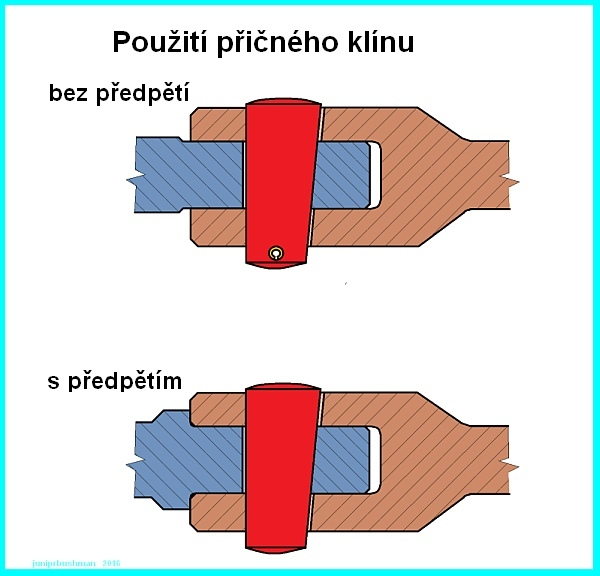
Použití příčných klínů

  - s jednostranným úkosem – úkos 1:25 až 1:15
  - s oboustranným úkosem – úkos 1:50 až 1:25

Spoj příčným spojovacím klínem se provádí: 
- bez předpětí – Lze použít, pokud je spoj trvale zatížen v jednom směru. Pokud zatížení klesne na nulu, klín se uvolní. Proto se někdy takto použité klíny zajišťují, například příčným pružným kolíkem ve spodní přečnívající části.
- s předpětím – spojované části se vzájemně opírají. Předpětí vzniklé zaražením klínu zvyšuje namáhání spoje.

## Materiál
Vzhledem k namáhání klínů na otlačení se používá ocel střední pevnosti. Na normalizované klíny se používá ocel 11 600.

## Hodnocení
Výhody
- Snadná montáž
- Dostatečné axiální zajištění. Možnost axiálního posunutí na hřídeli (na čepu).

Nevýhody
- Vznik nevývažku – zaražením klínu dojde k vymezení vůle v uložení náboje, čímž dojde k vyosení a vyklonění naklínovaného dílu.
- Pokud použijeme klín s nosem na místě přístupném obsluze, musíme přesahující rotující nos zakrytovat.